# Кузьминка (Вытегорский район)
Кузьминка — деревня в Вытегорском районе Вологодской области.
Входит в состав Алмозерского сельского поселения (с 1 января 2006 года по 9 апреля 2009 года входила в Семёновское сельское поселение), с точки зрения административно-территориального деления — в Семёновский сельсовет.
Расположена на правом берегу реки Тумба. Расстояние до районного центра Вытегры по автодороге — 81 км, до центра муниципального образования посёлка Волоков Мост  по прямой — 30 км. Ближайшие населённые пункты — Вотолино, Карповская, Койбино, Лойчино, Митино, Рогозино, Семёновская.
По переписи 2002 года население — 22 человека (10 мужчин, 12 женщин). Всё население — русские.